# 佐野えんね
佐野 えんね（さの えんね、1901年3月2日 - 1995年1月4日）は、ドイツ出身の日本のドイツ語学者、翻訳家。夫は哲学者佐野一彦、長女は川端春枝、次女は佐野綾目。長女の夫は川端善明、その娘（孫）が川端有子。

## 生涯
1901年、ドイツ帝国のプロイセン王国ケルンに生まれる。出生名はエンネ・ゲルバー（Enne Gelber）。ハノーファー女子高等師範学校を卒業したのち、教職を経てベルリンの古書店に勤務する。1933年（昭和8年）、鳩山一郎によって京都に設立された独逸文化研究所（現・財団法人日独文化研究所）のドイツ語講師として来日する。本来は2年で帰国する予定であったが、1934年に神戸商業大学（現・神戸大学）の教授であった佐野一彦と結婚して日本に帰化する。
1945年（昭和20年）に夫婦で岐阜県美濃加茂市伊深町に疎開したが、戦後は農業の傍ら1948年（昭和23年）から岐阜大学でドイツ語講師を務め、その後も複数の大学でドイツ語を教えた。その一方で、石井桃子『ノンちゃん雲に乗る』、幸田文『黒い裾』など多くの日本の文学作品を翻訳してドイツに紹介した。1967年（昭和42年）に愛知大学教授を辞したのちは、伊深町の自宅で暮らした。1962年CBCクラブ文化賞、1984年東海テレビ文化賞受賞。
1995年1月4日、自宅にて没。享年93。

## 人物
- 11歳の時から18歳まで「ワンダーフォーゲル」の中で生き、贅沢な生活と料理を食べずに、歩いて、森で小鳥の声を聞き、自然と仲間になる会員になり、思春期を謳歌した。[2]
- 『ノンちゃん雲に乗る』（石井桃子作）のドイツ語訳を刊行するなど、日本とドイツのかけ橋（渡し舟）[3] として尽力した。
- 夫の佐野一彦は日本の風習を、えんねはドイツの風習を守り、イースターやクリスマスもやればお盆やお正月も行い、互いの文化を共感・尊重し、共存共栄の生活をした。洋服より和服をこよなく愛し、「日本人より日本人らしいドイツ人」と言われていた。
- ベルリンの古書店に勤めていたえんねは、 休暇が来るたびにヨーロッパ中を自転車で回ったというほど、大の自転車好きであり、日本を第二の故郷とした後も、自転車で長良川鉄道（富加駅）まで毎日大学・翻訳や教授として通勤し、自転車で通る時、外国人と言われるが、日本語の挨拶や世間話を欠かしたことがないという[4]。
- 『日本に住むと日本のくらし』の出版は、えんねの育った日常の話題が中心。娘の春枝（えんねの長女、川端晴枝）の父（佐野一彦）が「お母さんもひとつ本をまとめたらどうか。」と言った時、えんねはびっくりして、恥ずかしそうに取り合わなかったので春枝が、「それをするなら私にさせてね。」と引き受けた。理由は、春枝が小さい時から母えんねの話の聞き役だったからである[5]。

## 受賞
- CBCクラブ文化賞
- 東海テレビ文化賞
- 岐阜県社会教育学賞
- 岐阜県ユネスコグランプリ国際賞
- ドイツ連邦共和国功労勲章

## えんねのお菓子
- 次女の佐野綾目より、高安天火で焼いた、ドイツ国の伝統家庭お菓子である「えんねのお菓子」（えんねパン）の作り方が、伊深まちづくり協議会に載っている。
- 佐野綾目より、「ベッカライ・フジムラ」のオーナーである藤村誠が「えんねのお菓子」を再現・開発。週に1度の限定販売を行っている。
- 日本国内で製造・販売されているのは、ベッカライ・フジムラ限定製造だけである。

## みのかも文化の森 美濃加茂市民ミュージアム
- 常設展示室にある人物のコーナーでは佐野一彦・佐野えんねと家族のパネルが展示されている。

## 著書
- 『日本に住むと日本のくらし』樹心社（1988年）

## 伝記
- 川端春枝編著『旅立つまでの旅 母がいたドイツ』御茶の水書房 1996年